# 張恂 (正德進士)
張恂（1482年—？），字醇夫，山東兗州府東平州陽穀縣人，民籍，明朝政治人物。

## 生平
山東鄉試第五十七名舉人。正德十六年（1521年）中式辛巳科會試第二百八十七名，登第三甲第一百名進士。授知縣，嘉靖元年（1522年）二月选授四川道试監察御史，七年五月巡视至保定，保定等卫旗军千馀鼓噪入察院，诉知府屠侨不给月粮，张恂慰谕，久不出，及分守保定副总兵陈谨入院，一麾即散去。兵科给事中卫道参劾陈谨等罪状，令都御史王应鹏及张恂自陈。十六年官河南按察司佥事。

## 家族
曾祖張清；祖父張秉；父張仲仁，母王氏。具庆下。